# Пробиване със свредло
Пробиването със свредло (наричано в някои източници сверление) е процес на рязане, вид механична обработка на материалите чрез рязане, при който с помощта на специален режещ инструмент (свредло) се получават кръгли отвори с различен диаметър и дълбочина. При тази обработка обикновено се върти режещият инструмент, макар че е възможно въртене и на детайла, както е при пробиването на струг.
По начина на отнемането на материала струговането и фрезоването са аналогични процеси. По кинематиката на използваните машини процеса е близък със зенкероване и райбероване. При тези процеси има въртене на инструмента с няколкостотин до няколкохиляди оборота и се извършна относителното му движение спрямо обработваня детайл.

## Стопанско значение
Пробиването със свредло е технологичен процес, който има важно място в обработката на материалите. Основно се различават проходни отвори и глухи отвори. Много често то е подготвителна операция за различни операции като нишкова електроерозийна обработка, нарязване на резба, обработка с протяжка, фрезоване и други.